# Roses of Red
Roses of Red è un singolo del gruppo musicale euro-irlandese-statunitense The Kelly Family, pubblicato nel 1995 come terzo estratto dall'ottavo album in studio Over the Hump.

## Video musicale
Il videoclip è stato girato in Italia tra le campagne e alcuni centri abitati, luoghi dove i protagonisti del gruppo si divertono.